# Кучеряба Тихін Олександрович
Ти́хін Олекса́ндрович Кучеря́ба (29 червня 1910 — 15 березня 1978) — радянський військовий льотчик часів Другої світової війни, командир ескадрильї 43-го гвардійського штурмового авіаційного полку 230-ї штурмової авіаційної дивізії (4-а повітряна армія), гвардії капітан. Герой Радянського Союзу (1946).

## Життєпис
Народився 29 червня 1910 року в містечку Миколаївка перша (Ганському), адміністративному центрі Миколаївської першої волості Ананьївського повіту Херсонської губернії Російської імперії (нині — село Миколаївка Ширяївського району Одеської області) в селянській родині. Українець. Закінчив 9 класів, працював у радгоспі.
З 1932 по 1934 роки проходив дійсну строкову службу в лавах РСЧА. У 1937 році закінчив Вищу комуністичну сільськогосподарську школу в Грозному (Чечня) і Грозненський аероклуб. Член ВКП(б) з 1937 року. У 1938 році закінчив Курси комісарів аероклубів у Москві, у 1940 році — курси політскладу.
Вдруге призваний до лав РСЧА у 1941 році. В діючій армії — з жовтня 1942 року. До березня 1943 року воював на посаді політрука стрілецької роти, потім — заступника командира стрілецької роти з політчастини.
У березні 1943 року переведений до ВПС СРСР. Влітку того ж року пройшов перепідготовку на штурмовик Іл-2. З жовтня 1943 року воював у складі 43-го гвардійського штурмового авіаційного полку 230-ї штурмової авіаційної дивізії 4-ї повітряної армії на Північно-Кавказькому, 4-у Українському і 2-у Білоруському фронтах.
До кінця війни здійснив 120 вдалих бойових вильотів на Іл-2, внаслідок чого знищив 21 зенітну гармату, 34 польових гармати, 19 танків, 24 залізничних вагони, 3 переправи, 7 катерів, 18 цистерн, 3 самохідних гармати.
Після закінчення війни продовжив військову службу в частинах ВПС СРСР. Обіймав посаду заступника начальника штабу 497-го винищувального авіаційного полку. У 1949 році закінчив Вищі офіцерські льотно-тактичні курси, після чого направлений на посаду начальника штабу 73-го гвардійського винищувального авіаційного полку, який базувався у Харкові.
У 1957 році підполковник Т. О. Кучеряба вийшов у запас. Жив і працював у Харкові. Помер 15 березня 1978 року.

## Нагороди
Указом Президії Верховної Ради СРСР від 15 травня 1946 року за зразкове виконання бойових завдань командування на фронті боротьби з німецькими загарбниками та виявлені при цьому відвагу і героїзм, гвардії капітанові Кучерябі Тихону Олександровичу присвоєне звання Героя Радянського Союзу з врученням ордена Леніна і медалі «Золота Зірка» (№ 9009).
Також був нагороджений двома орденами Червоного Прапора (20.09.1944, 14.12.1944), орденами Вітчизняної війни 1-го ступеня (20.07.1944), Червоної Зірки (15.06.1944) і медалями.